# Morten Klessen
Morten Klessen, né le 9 avril 1969 à Biersted (Danemark), est un homme politique danois, membre de la Social-démocratie. Il est membre du Folketing depuis 2025.

## Biographie
Morten Klessen s'engage en 1988 dans l'armée de l'air royale danoise au sein de laquelle il reste jusqu'en 1997. Il commence alors des études pour devenir professeur. Il devient enseignant en 2002. Il quitte l'enseignement quand il devient en 2016 responsable commercial et sportif du Fortuna Hjørring, un club de football féminin. L'année suivante, il devient le responsable sportif de la section féminine de l'Aalborg BK, qu'il quitte en 2019.
Membre de la Social-démocratie, il est élu au conseil municipal de Jammerbugt en 2005. Il y est réélu à trois reprises.
Il se présente aux élections européennes de juin 2019 mais termine en cinquième position parmi les candidats de la liste sociale-démocrate, qui ne remporte que trois sièges, ne lui permettant pas d'être élu.
En 2021, il décide de ne pas se représenter pour un cinquième mandat lors des élections municipales, mais de candidater aux élections régionales tenues simultanément. Lors du scrutin du 16 novembre, il échoue à remporter un siège au conseil régional du Jutland du Nord, battu par quatre voix par une autre candidate sociale-démocrate. Il devient alors le premier suppléant de son parti. À ce titre, il intègre le conseil régional en 2024, après la démission de l'élue sociale-démocrate Ulla Astman.
Il est candidat aux élections législatives anticipées du 1er novembre 2022, mais échoue à remporter un siège pour 62 voix, devenant alors le premier suppléant social-démocrate dans la circonscription du Jutland du Nord. Il devient député au Folketing en février 2025 avec la démission de Rasmus Prehn, député social-démocrate de la circonscription. Il devient alors le porte-parole du groupe parlementaire social-démocrate sur les questions de handicap.